# Gmina Werbkowice
Die Gmina Werbkowice ist eine Landgemeinde im Powiat Hrubieszowski der Woiwodschaft Lublin in Polen. Ihr Sitz ist das gleichnamige Dorf mit etwa 3000 Einwohnern.
Werbkowice liegt im westlichen Wolhynien 11 km südwestlich von Hrubieszów and 102 km südöstlich von Lublin. Die Gemeinde umfasst 188,26 km². Lange war die Bevölkerung gemischt mit Polen, Wolhyniern und Juden.
Am 10. März 1944 fand hier das sog. Sahryń-Massaker statt. Betroffen waren die Ortschaften Sahryń, Terebiniec, Strzyżowiec, Turkovice sowie die Nachbargemeinde Mircze.

## Gliederung
Zur Landgemeinde Werbkowice gehören folgende  Ortschaften mit einem Schulzenamt:
Adelina
Alojzów
Dobromierzyce
Gozdów
Honiatycze
Honiatycze-Kolonia
Honiatyczki
Hostynne
Hostynne-Kolonia
Konopne
Kotorów
Łotów
Łysa Góra
Malice
Peresołowice
Podhorce
Sahryń
Sahryń-Kolonia
Strzyżowiec
Terebiniec
Terebiń
Terebiń-Kolonia
Turkowice
Werbkowice
Wilków
Wilków-Kolonia
Wronowice
Zagajnik
Weitere Orte der Gemeinde sind Dobromierzyce-Kolonia, Mogiła, Pasieka, Podhorce-Kolonia, Sahryń (osada) und Wygon.